# Fernand Larrue
Fernand Larrue, né à Bordeaux, est un coureur cycliste français, spécialiste du demi-fond.

## Biographie
En 1925, il est le conseiller technique du club cycliste Montparnasse-Sportif.
En 1927, il est à l'initiative de la création du syndicat des coureurs professionnels qui organise des courses, à la Cipale, pour venir en aide aux coureurs dans le besoin.

## Palmarès

### Championnats nationaux
- 1919
  -  Médaillé de bronze au championnat de France de demi-fond, entraîné par Ernest Pasquier[3].

### Autres
- 3e Roue d'Or de Buffalo : 1913
- Grand Prix de Boulogne : 1919[4]
- Prix Georges Parent : 1921[5]
- Prix Lartigue : 1921
- Grand Prix d'Auteuil
- Prix Charles Brecy : 1922